# Chris Hogan (football américain)
Pour les articles homonymes, voir Hogan.
(en) Statistiques sur pro-football-reference
Christopher James Hogan, né le 24 octobre 1987 à Wyckoff au New Jersey, est un joueur américain de football américain. Il évoluait au poste de wide receiver dans la National Football League (NFL).

## Biographie

### Jeunesse
Chris Hogan est né à Wyckoff dans le New Jersey et effectue ses études secondaires à la Ramapo High School. Il a joué à la crosse ainsi qu'au football américain.

### Carrière universitaire
Hogan a d'abord joué à la crosse à Penn State pour leur équipe des Nittany Lions de 2007 à 2009.
En 2010, il rejoint les Hawks de l'Université Monmouth pour y jouer au football américain. Il a joué comme wide receiver et defensive back durant sa seule saison à Monmouth.

### Carrière professionnelle
Non sélectionné à la draft 2011 de la NFL, il signe le 27 juillet 2011 comme agent libre avec les 49ers de San Francisco. Il ne réussit pas à intégrer l'effectif principal des 49ers et est libéré peu avant le début de la saison. Il signe le 12 septembre avec les Giants de New York au sein de leur équipe d'entraînement avant d'être libéré peu après. Vers la fin de la saison, il rejoint l'équipe d'entraînement des Dolphins de Miami. Il prend part au camp d'entraînement des Dolphins en vue de la saison 2012, mais est libéré lors des dernières coupures.
En novembre 2012, il signe avec les Bills de Buffalo, une nouvelle fois dans leur équipe d'entraînement. Lors de la saison 2013, il réussit à intégrer l'équipe principale des Bills. Il joue les 16 matchs du calendrier régulier, en jouant principalement dans les unités spéciales et occasionnellement en attaque. 
Agent libre restreint après trois saisons avec les Bills, il signe le 10 mars 2016 une offer sheet avec les Patriots de la Nouvelle-Angleterre pour 3 ans et 12 millions de dollars, comprenant 7,5 millions garantis. Les Bills n'égalent pas l'offre le lendemain et Hogan devient officiellement un membre des Patriots. Il devient un des receveurs titulaires dès le début de la saison. Durant les éliminatoires, lors de finale de conférence AFC contre les Steelers de Pittsburgh, il attrape pour 180 yards sur 9 passes réceptionnés et 2 touchdowns dans la victoire de 36 à 17. Hogan et les Patriots remportent par la suite le Super Bowl LI face aux Falcons d'Atlanta.
Lors de la saison 2017 limitée par une blessure, les Patriots atteignent une deuxième année de suite le Super Bowl. Lors du Super Bowl LII contre les Eagles de Philadelphie, Hogan connaît une partie solide avec 128 yards réceptionnés sur 6 passes et un touchdown marqué, mais son équipe perd la rencontre 41 à 33. La saison suivante, il remporte le Super Bowl LII, un deuxième sacre en trois ans, après la victoire des Patriots sur les Rams de Los Angeles.
Après trois saisons avec les Patriots, Il rejoint les Panthers de la Caroline en avril 2019. L'année suivante, il signe avec les Jets de New York.
En 2021, il met un terme à sa carrière professionnelle de football américain pour se consacrer à la crosse et la Premier Lacrosse League.

## Statistiques
| Année  | Équipe                             | MJ     |     | Passes réceptionnées | Passes réceptionnées | Passes réceptionnées | Passes réceptionnées |       | Courses | Courses | Courses | Courses |  | Fumbles | Fumbles |
| Année  | Équipe                             | MJ     | Nb. | Yards                | Moy.                 | TD                   | Nb.                  | Yards | Moy.    | TD      | Nb.     | Perdus  |  |         |         |
| 2013   | Bills de Buffalo                   | 16     | 10  | 83                   | 8,3                  | 0                    | -                    | -     | -       | -       | 0       | 0       |  |         |         |
| 2014   | Bills de Buffalo                   | 16     | 41  | 426                  | 10,4                 | 4                    | -                    | -     | -       | -       | 2       | 2       |  |         |         |
| 2015   | Bills de Buffalo                   | 16     | 36  | 450                  | 12,5                 | 2                    | 1                    | 4     | 4       | 0       | 0       | 0       |  |         |         |
| 2016   | Patriots de la Nouvelle-Angleterre | 15     | 38  | 680                  | 17,9                 | 4                    | 3                    | 9     | 3       | 0       | 1       | 1       |  |         |         |
| 2017   | Patriots de la Nouvelle-Angleterre | 9      | 34  | 439                  | 12,9                 | 5                    | 3                    | 17    | 5,7     | 0       | 0       | 0       |  |         |         |
| 2018   | Patriots de la Nouvelle-Angleterre | 16     | 35  | 532                  | 15,2                 | 3                    | -                    | -     | -       | -       | 0       | 0       |  |         |         |
| 2019   | Panthers de la Caroline            | 7      | 8   | 67                   | 8,4                  | 0                    | -                    | -     | -       | -       | 0       | 0       |  |         |         |
| 2020   | Jets de New York                   | 5      | 14  | 118                  | 8,4                  | 0                    | -                    | -     | -       | -       | 0       | 0       |  |         |         |
| Totaux | Totaux                             | Totaux | 216 | 2 795                | 12,9                 | 18                   | 7                    | 30    | 4,3     | 0       | 3       | 3       |  |         |         |